# 피위의 대모험
피위의 대모험(Pee-Wee's Big Adventure)은 미국에서 제작된 팀 버튼 감독의 1985년 모험, 가족, 코미디 영화이다. 폴 루벤스 등이 주연으로 출연하였고 로버트 샤피로 등이 제작에 참여하였다.

## 출연

### 주연
- 폴 루벤스

### 조연
- 엘리자베스 데일리
- 마크 홀튼
- 다이안 샐린저
- 쥬드 오멘

## 제작진
- 미술: 데이비드 스니더
- 의상: 애기 구어럴드 로저스